# Zúbov (Rusia)
Zúbov (del ruso: Зубов) es un jútor del raión de Tbilískaya del krai de Krasnodar, en Rusia. Está situado en las tierras bajas de Kubán-Azov, en la orilla derecha del río Zelenchuk Vtorói, afluente del Kubán, frente a Aleksándrovski, 15 km al sur de Tbilískaya y 89 km al este de Krasnodar, la capital del krai. Tenía 280 habitantes en 2010.
Pertenece al municipio rural Márinskoye.